# 千葉市立土気南中学校
千葉市立土気南中学校(ちばしりつとけみなみちゅうがっこう)は千葉県千葉市緑区あすみが丘4-38に存在する市立中学校。愛称は「なんちゅう」。

## 概要
校章
コンパスと定規で書けるのがモットーになっている。

## 学校目標
自律 創造 母校愛
- 自律 理性を持って自分の意志を貫く生徒
- 創造 豊かな心と創造性を持って夢を追及する生徒
- 母校愛 母校を愛し、地球を愛し、友を愛する生徒

## 生徒心得
学校生活の向上を目標し、より良い生活をしていくために守ろう。

## 生徒会
- 生徒会役員：生徒会の統制を取る仕事
- 生活委員会：生活態度及び風紀に関わる仕事
- 図書委員会：図書館の管理及び運営に関わる仕事
- 給食委員会：給食及び配膳に関わる仕事
- 保健委員会：保健及び衛生に関わる仕事
- 広報委員会：校内放送及び掲示、集会運営に関わる仕事
- 美化委員会：校舎内の美化清掃及びリサイクル活動に関わる仕事